# 対戦車擲弾
対戦車擲弾（たいせんしゃてきだん、英語: anti-tank grenade）は、対戦車用のグレネード。

## 概要

### 手榴弾型

手榴弾型の対戦車擲弾（RPG-43手榴弾）

人力により投擲されるもので、最も初期から運用されてきた。当初はM24型柄付手榴弾やRGD-33手榴弾などの柄付式手榴弾の弾頭に他の手榴弾を括り付けて爆発力を増した収束手榴弾や、工兵用の梱包爆薬などのように、爆発時の爆風や衝撃波によって戦車の装甲や履帯、ラジエーターなどの弱点を破壊することを前提としていた。
後には戦車の装甲の強化に伴い、単なる爆発程度ではまともに対抗できなくなったため、粘着榴弾や成形炸薬などの技術を取り入れて、装甲貫通力の強化が図られるようになった。ただし、成形炸薬弾頭は着弾時の角度によって効果が変わるため、投擲時に姿勢維持用の小型パラシュートを展開するように設計されたものもある。
しかし、戦車の性能向上と運用戦術の洗練に伴い投擲距離への接近が困難になった他、人力で投擲することから弾頭の大型化が困難なため、現在ではほとんど使用されなくなっている。
 イギリス
- ガモン手榴弾
- ホーキンス手榴弾（en）
- No.73手榴弾
- No.74粘着手榴弾

 ドイツ国
- 吸着地雷
- パンツァーヴルフミーネ（en）

 大日本帝国
- 九九式破甲爆雷
- 三式対戦車手榴弾

 ソビエト連邦/ ロシア
- RG-41
- RPG-40
- RPG-43
- RPG-6（en）
- RKG-3

### 小銃擲弾（ライフルグレネード）型
小銃の先端部に装着し、空包もしくは実包を利用しての投射を可能としたもの。手榴弾型よりも遠距離の標的を狙うことができるが、後述の対戦車擲弾発射機に比べると射程に劣る。
安定翼によって指向性を持たせることができるため、成形炸薬弾頭による対戦車戦闘にも用いられる。もっとも、サイズの限界から、主力戦車相手には力不足であり、アンダーバレル式グレネードランチャーの代わりに対人・対軽装甲車両の両用兵器として運用する国が多い。
旧来のものは装着するためにアダプターが必要で、空包で発射する必要があり、小銃射撃ができなくなる欠点があった。しかし、近年のものは防弾布のブレットトラップによって、アダプター無し、実包で発射することが可能になり、小銃手がいつでも使用できる汎用的な装備となっている。
 ベルギー
- ENERGA ライフルグレネード

 フランス
- APAV40 ライフルグレネード
- AC58 ライフルグレネード

 イギリス
- No.68対戦車小銃擲弾

 日本
- 06式小銃てき弾

 アメリカ合衆国
- M31 HEAT ライフルグレネード

### 対戦車擲弾発射器
無反動砲の原理を導入し、個人が大型の擲弾を発射できるようにした武器。また、投射距離をさらに延長するため、対戦車ロケット弾とされたものも少なくない。対戦車ミサイルの運用が拡大されるのに伴い、対戦車擲弾発射器は徐々に姿を消しているが、構造が簡便で安価であり、また、比較的容易に扱えることもあって、近距離用の対戦車兵器としては現在でも現役である。
代表的なものとしては、下記のような機種がある。
 ドイツ国
- パンツァーファウスト

 ソビエト連邦/ ロシア
- RPG
- RPG-2
- RPG-7
- RPG-16
- RPG-18
- RPG-29

 ドイツ
- パンツァーファウスト3

 日本; 試作のみ
- 試製66mmてき弾銃

 中国
- PF-89